# Red Bull RB7
Red Bull RB7 je vůz formule 1 týmu Red Bull Racing nasazený pro rok 2011. Jezdili v něm Němec Sebastian Vettel a Australan Mark Webber. Monopost byl představen 1. února 2011 ve Valencii.

## Název vozu
Jméno vozu pokračuje v systematice Red Bullu. Opět vychází z toho, že se jedná o monopost týmu Red Bull Racing, u nějž je v pořadí sedmý, takže 7.

## Popis

### Technika
Monopost RB7 je již pátým vozem týmu Red Bull, který navrhl uznávaný designér Adrian Newey. Vůz je poháněn motorem Renault RS27. Vůz nově používá pneumatiky značky Pirelli, jediného dodavtele pneumatik pro sezónu 2011.

### Design
Barevné řešení vozu je dáno vlastníkem a zároveň hlavním sponzorem týmu, rakouské společnosti Red Bull, která produkuje i stejnojmenný nápoj. Tudíž je auto zbarveno tmavě modře se sytě žlutými a červenými reklamními doplňky společnosti Red Bull. Na voze dále můžeme vidět i reklamy dalších společností podporujících tým Red Bull Racing, kupříkladu francouzské společnosti Total, která týmu dodává pohonné hmoty a maziva, nebo také automobilky Infiniti, náležící do koncernu Renault-Nissan, jehož ústřední automobilka Renault dodává týmu motory.

## Sezóna 2011
Monopost RB7 ovládl drtivou většinu sezóny 2011. Jezdci Sebastian Vettel a Mark Webber vyhráli s tímto vozem všechny kvalifikace, s výjimkou jediné, té na Velkou cenu Koreje, kde se ovšem nakonec podařilo závod vyhrát opět jezdci týmu Red Bull Racing, tou dobou již dvojnásobnému mistru světa Sebastianu Vettelovi. Z devatenácti závodů sezony vyhrál Vettel v jedenácti (Velké ceny Austrálie, Malajsie, Turecka, Španělska, Monaka, Evropy, Belgie, Itálie, Singapuru, již zmíněné Koreje a Indie) a Webber v jednom (Velká cena Brazílie). Jediným závodem sezóny, kdy ani jeden z jezdců nestál na stupních vítězů se stala předposlední Velká cena Abú Dhábí, kdy Vettel v prvním kole po startu z první pozice dostal defekt a musel vůbec poprvé v sezóně odstoupit ze závodu, přičemž jeho týmový kolega dojel až na čtvrté pozici. Tým tuto sezonu vyhrál také pohár konstruktérů s rekordním ziskem 650 bodů.

### Výsledky v sezóně 2011
| Legenda k tabulce | Legenda k tabulce                                                                       |
| Barva             | Výsledek                                                                                |
| ----------------- | --------------------------------------------------------------------------------------- |
| Zlatá             | Vítěz                                                                                   |
| Stříbrná          | 2. místo                                                                                |
| Bronzová          | 3. místo                                                                                |
| Zelená            | Bodované umístění                                                                       |
| Modrá             | Nebodované umístění                                                                     |
| Modrá             | Dokončil neklasifikován (NC)                                                            |
| Fialová           | Odstoupil (Ret)                                                                         |
| Červená           | Nekvalifikoval se (DNQ)                                                                 |
| Červená           | Nepředkvalifikoval se (DNPQ)                                                            |
| Černá             | Diskvalifikován (DSQ)                                                                   |
| Bílá              | Nestartoval (DNS)                                                                       |
| Bílá              | Závod zrušen (C)                                                                        |
| Světle modrá      | Pouze trénoval (PO)                                                                     |
| Světle modrá      | Páteční testovací jezdec (TD)                                                           |
| Bez barvy         | Netrénoval (DNP)                                                                        |
| Bez barvy         | Vyřazen (EX)                                                                            |
| Bez barvy         | Nepřijel (DNA)                                                                          |
| Bez barvy         | Odvolal účast (WD)                                                                      |
| Bez barvy         | Nezúčastnil se (prázdné)                                                                |
| Označení          | Význam                                                                                  |
| Tučnost           | Pole position                                                                           |
| Kurzíva           | Nejrychlejší kolo                                                                       |
| †                 | Jezdec nedojel do cíle, ale byl klasifikován, protože odjel více než 90 % délky závodu. |
| ‡                 | Byl udělován poloviční počet bodů, protože bylo odjeto méně než 75 % délky závodu.      |
| Horní index       | Umístění bodujících jezdců ve sprintu                                                   |

| Rok  | Šasi         | Motor               | Pneu | Jezdci      | 1   | 2   | 3   | 4   | 5   | 6   | 7   | 8   | 9   | 10  | 11  | 12  | 13  | 14  | 15  | 16  | 17  | 18  | 19  | Body   | Umístění |
| ---- | ------------ | ------------------- | ---- | ----------- | --- | --- | --- | --- | --- | --- | --- | --- | --- | --- | --- | --- | --- | --- | --- | --- | --- | --- | --- | ------ | -------- |
| 2011 | Red Bull RB7 | Renault RS27 2.4 V8 | P    | Závod       | AUS | MAL | CHN | TUR | ESP | MON | CAN | EUR | GBR | GER | HUN | BEL | ITA | SIN | JPN | KOR | IND | ABU | BRA | 650    | 1.       |
| 2011 | Red Bull RB7 | Renault RS27 2.4 V8 | P    | Vettel      | 1   | 1   | 2   | 1   | 1   | 1   | 2   | 1   | 2   | 4   | 2   | 1   | 1   | 1   | 3   | 1   | 1   | Ret | 2   | 650    | 1.       |
| 2011 | Red Bull RB7 | Renault RS27 2.4 V8 | P    | Webber      | 5   | 4   | 3   | 2   | 4   | 4   | 3   | 3   | 3   | 3   | 5   | 2   | Ret | 3   | 4   | 3   | 4   | 4   | 1   | 650    | 1.       |
| 2011 | Red Bull RB7 | Renault RS27 2.4 V8 | P    | Kvalifikace | AUS | MAL | CHN | TUR | ESP | MON | CAN | EUR | GBR | GER | HUN | BEL | ITA | SIN | JPN | KOR | IND | ABU | BRA | Průměr | Průměr   |
| 2011 | Red Bull RB7 | Renault RS27 2.4 V8 | P    | Vettel      | 1   | 1   | 1   | 1   | 2   | 1   | 1   | 1   | 2   | 3   | 1   | 1   | 1   | 1   | 1   | 2   | 1   | 1   | 1   | 1,26   | 2,55     |
| 2011 | Red Bull RB7 | Renault RS27 2.4 V8 | P    | Webber      | 3   | 3   | 18  | 2   | 1   | 3   | 4   | 2   | 1   | 1   | 6   | 3   | 5   | 2   | 6   | 4   | 3   | 4   | 2   | 3,84   | 2,55     |